# Timbó Grande
Timbó Grande est une ville brésilienne du nord de l'État de Santa Catarina.

## Géographie
Timbó Grande se situe par une latitude de 26° 36′ 54″ sud et par une longitude de 50° 40′ 27″ ouest, à une altitude de 925 mètres.
Sa population était de 7 165 habitants au recensement de 2010. La municipalité s'étend sur 597 km2.
Elle fait partie de la microrégion de Canoinhas, dans la mésorégion Nord de Santa Catarina.

## Villes voisines
Timbó Grande est voisine des municipalités (municípios) suivantes :
- Porto União
- Irineópolis
- Canoinhas
- Bela Vista do Toldo
- Major Vieira
- Santa Cecília
- Lebon Régis
- Calmon